# Kirche zur Geburt des Hl. Johannes des Täufers (Bačka Palanka)
Die Kirche zur Geburt des Hl. Johannes des Täufers (serbisch: Црква рођења Светог Јована Крститеља, Crkva rođenja Svetog Jovana Krstitelja) in Bačka Palanka, ist eine serbisch-orthodoxe Kirche in der nordserbischen Provinz Vojvodina. 
Das von 1783 bis 1787 erbaute Gotteshaus, ist der Geburt des Hl. Johannes des Täufers geweiht. Die Pfarrkirche der Pfarrei Bačka Palanka gehört zum Dekanat Bačka Palanka der Eparchie Bačka der Serbisch-orthodoxen Kirche. 
Als unbewegliches Kulturgut besitzt die Kirche den Status eines Kulturdenkmals von großer Bedeutung und steht unter staatlichem Schutz.

## Lage

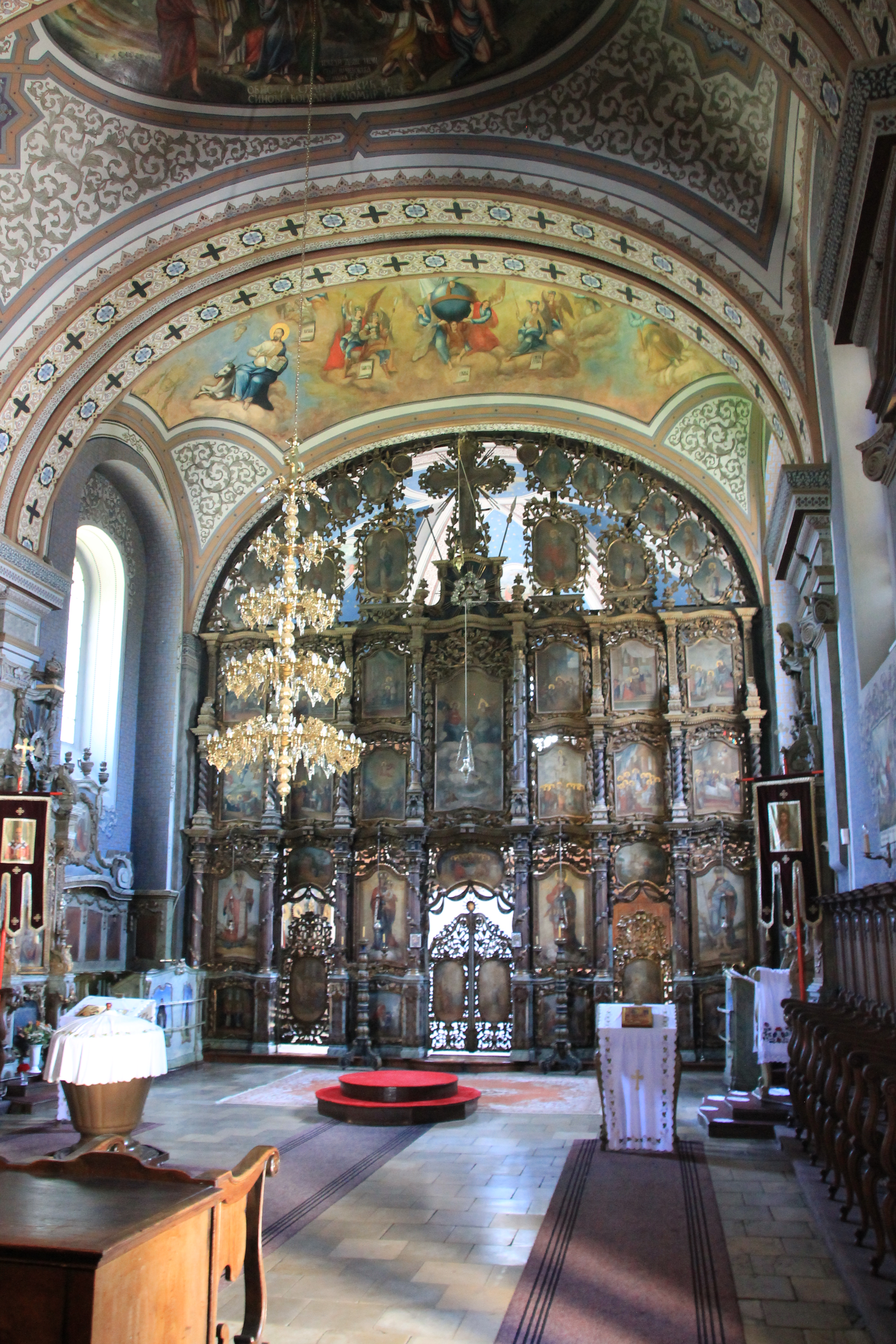
Innenraum und Ikonostase

Die Kirche steht im Zentrum der nordserbischen Stadt Bačka Palanka. Das Gotteshaus befindet sich einige Kilometer nördlich der Donau, die hier die Grenze zur kroatischen Stadt Ilok bildet. 
Die Kirche steht im umzäunten Kirchhof mit imposanten Eingangstor an einer der Hauptstraßen der Stadt, der Ulica Svetozara Miletića. Im Kirchhof stehen mehrere Gedenkkreuze und einige alte Grabsteine und Grabmäler.   
In der Nähe des Gotteshauses befinden sich das Rathaus, die Grundschule "Vuk Stefanović Karadžić" und die Post der Stadt.

## Geschichte und Architektur
Die Kirche zur Geburt des Hl. Johannes des Täufers wurde von 1783 bis 1787 erbaut. Das Gotteshaus ist ein einschiffiges Kirchenschiff mit einer halbrunden Apsis, die die gleiche Breite hat wie das Naos. Der rechteckige Chor der Kirche ist etwas breiter als in anderen barocken Kirchen Nordserbiens. An der Westseite der Kirche erhebt sich, der hohe barocke Kirchturm. 
Die Kirche ist im Stil des späten Barock errichtet worden. Die Kirche besitzt Eingänge an der West-, Nord- und Südfassade. 
Architekten und Baumeister der Kirche waren, die damaligen Meister Josif Cigler  aus Čerević, der den Bau begann und Ernest Harle, ebenfalls aus Čerević, der den Bau beendete. Beide waren neben den Beruf als Architekten auch Maurer.
Die prächtige und wertvolle Ikonostase, mit einer Vielzahl an Motiven und dekorativen Elementen und Formen, ist ein Werk des aus Bačka Palanka stammenden, Holzschnitzers und Tischlers Georgije Dević. Auch von Dević stammen die Holzverzierungen und Schnitzereien an den Kerzenstativen und im Chorbereich der Kirche. 
Vor der Ikonostase stehen aufwendig bearbeitete Stative zum Kerzen aufstellen. Ebenfalls wertvoll sind die Kirchenbücher, sowie das Evangelium der Kirche.
Die Ikonen auf der Ikonostase wurden 1811 von Grigorije Jezdimirović gemalt, ein Meister der spätbarocken (Rokoko) Malkunst (Ausrichtung), der auch eine gewisse Neigung zur klassizistischen Ausführung von monumentalen religiösen Kompositionen aufwies. Diesem Maler wird auch das malen der Wandfresken von Savaot in Herrlichkeit im Gewölbe und derer im Eingangsbereich der Kirche zugeschrieben. Die Freske des Grabes Christi wurde 1836 von Konstantin Pantelić gemalt.
1961 zur Zeit des Bischofs von Novi Sad und der Bačka, Nikanor Iličić, und unter Aufsicht des Provinzinstituts für den Schutz von Kulturdenkmälern aus Novi Sad, wurde das Kircheninnere aufwendig restauriert. Auch von 2013 bis 2015 wurde das Äußere der Kirche großflächig renoviert. 2016 wurde das Kircheninnere restauriert. 

## Galerie

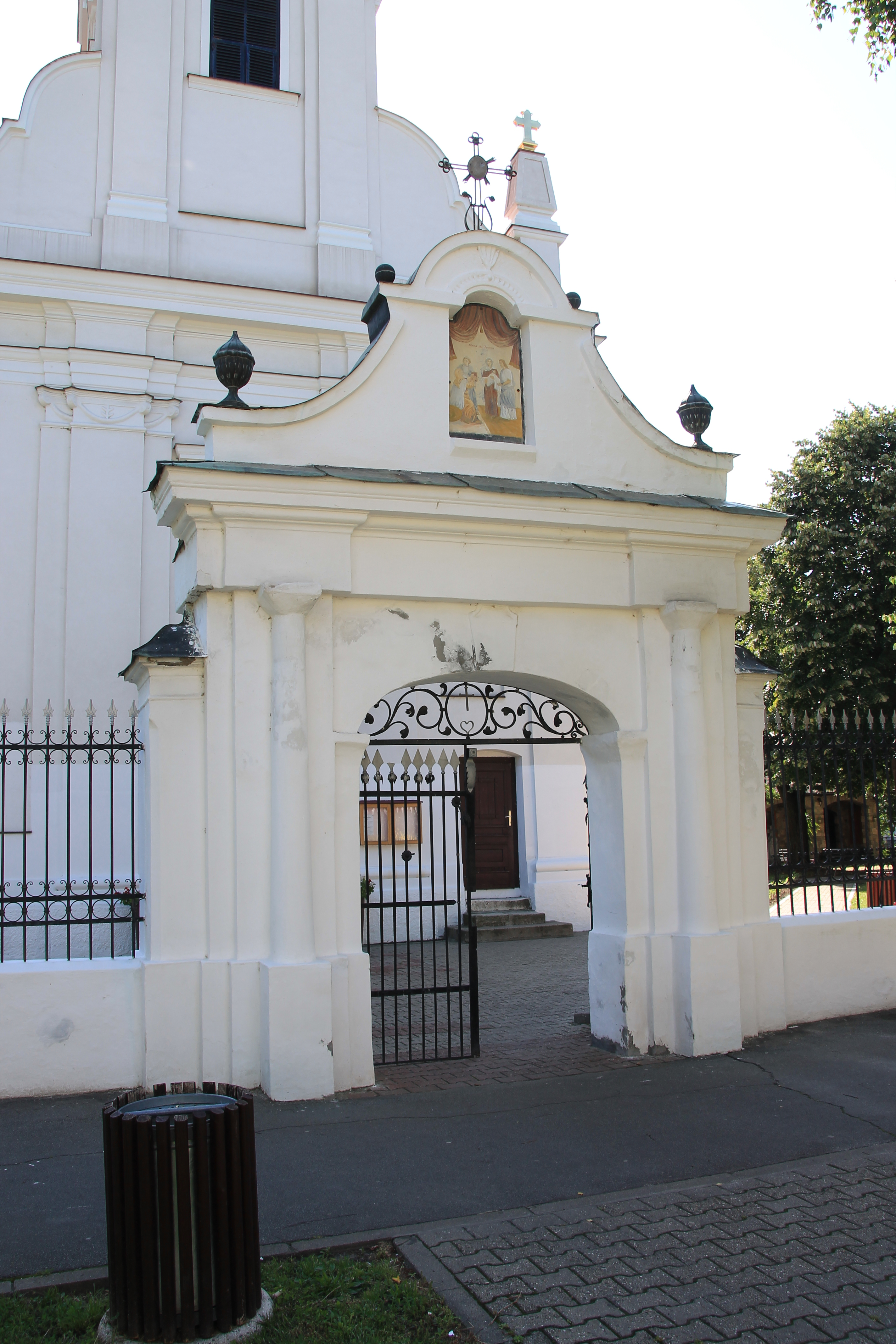
Das imposante Eingangstor
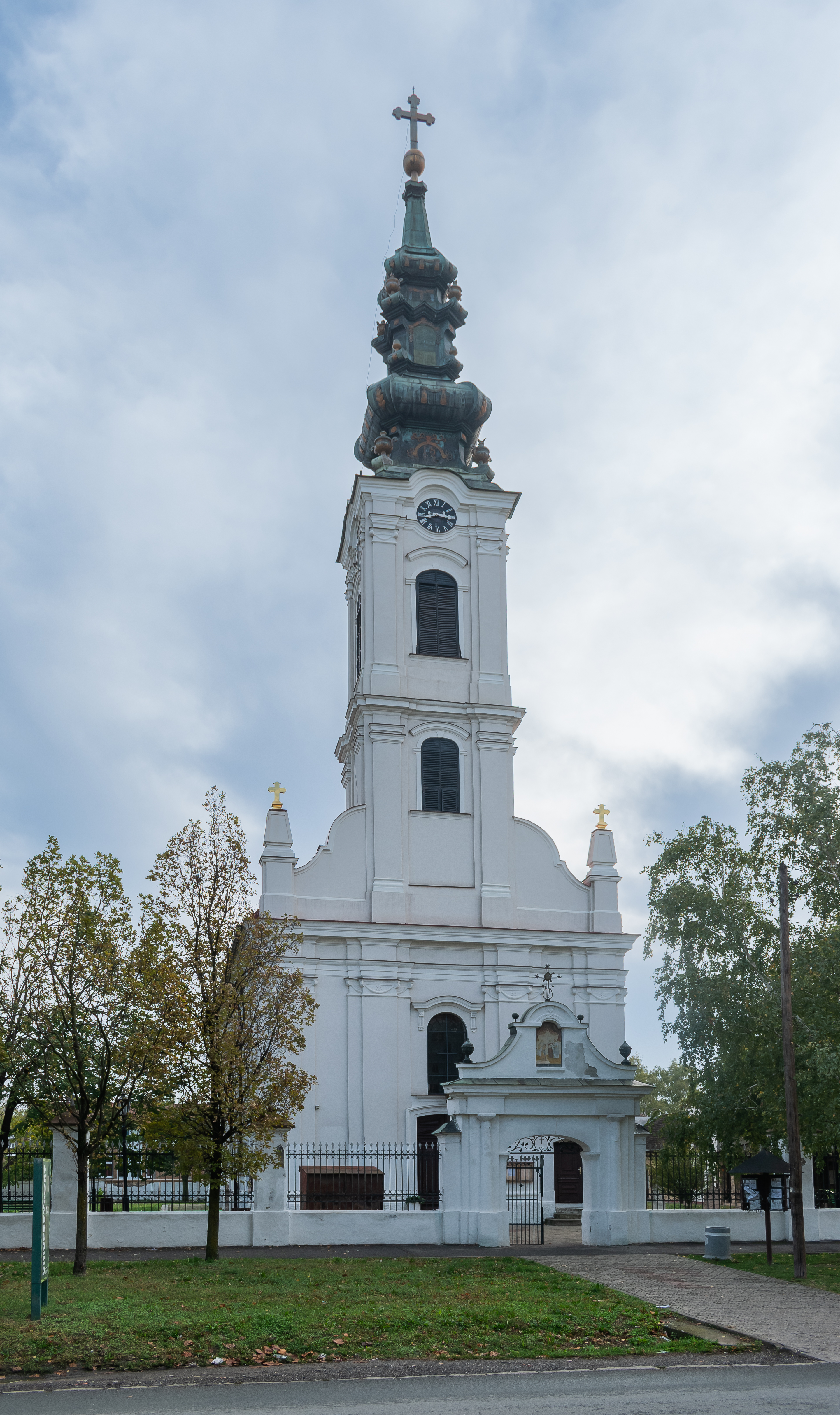
Blick auf den Kirchturm
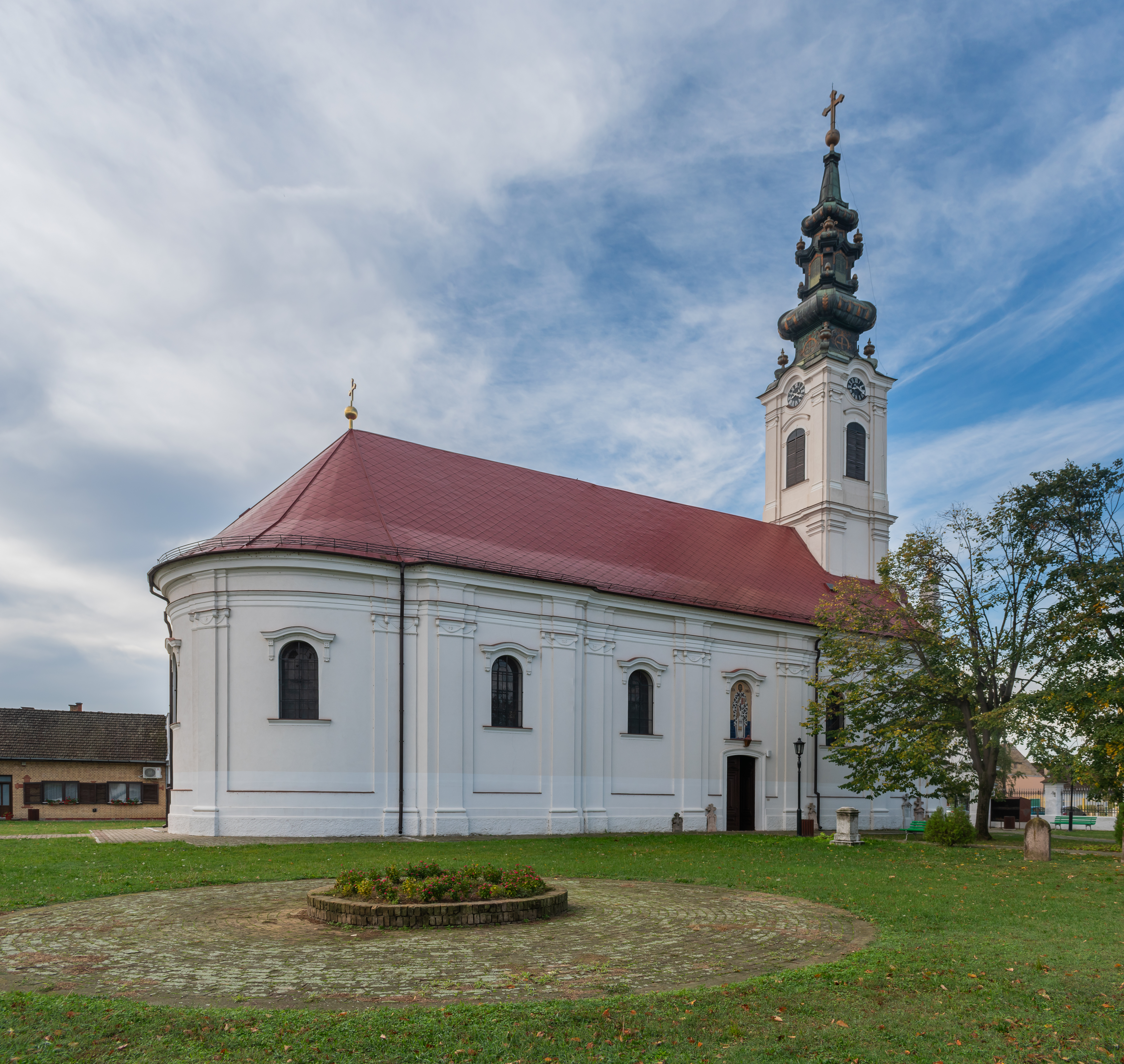
Seitenansicht der Kirche
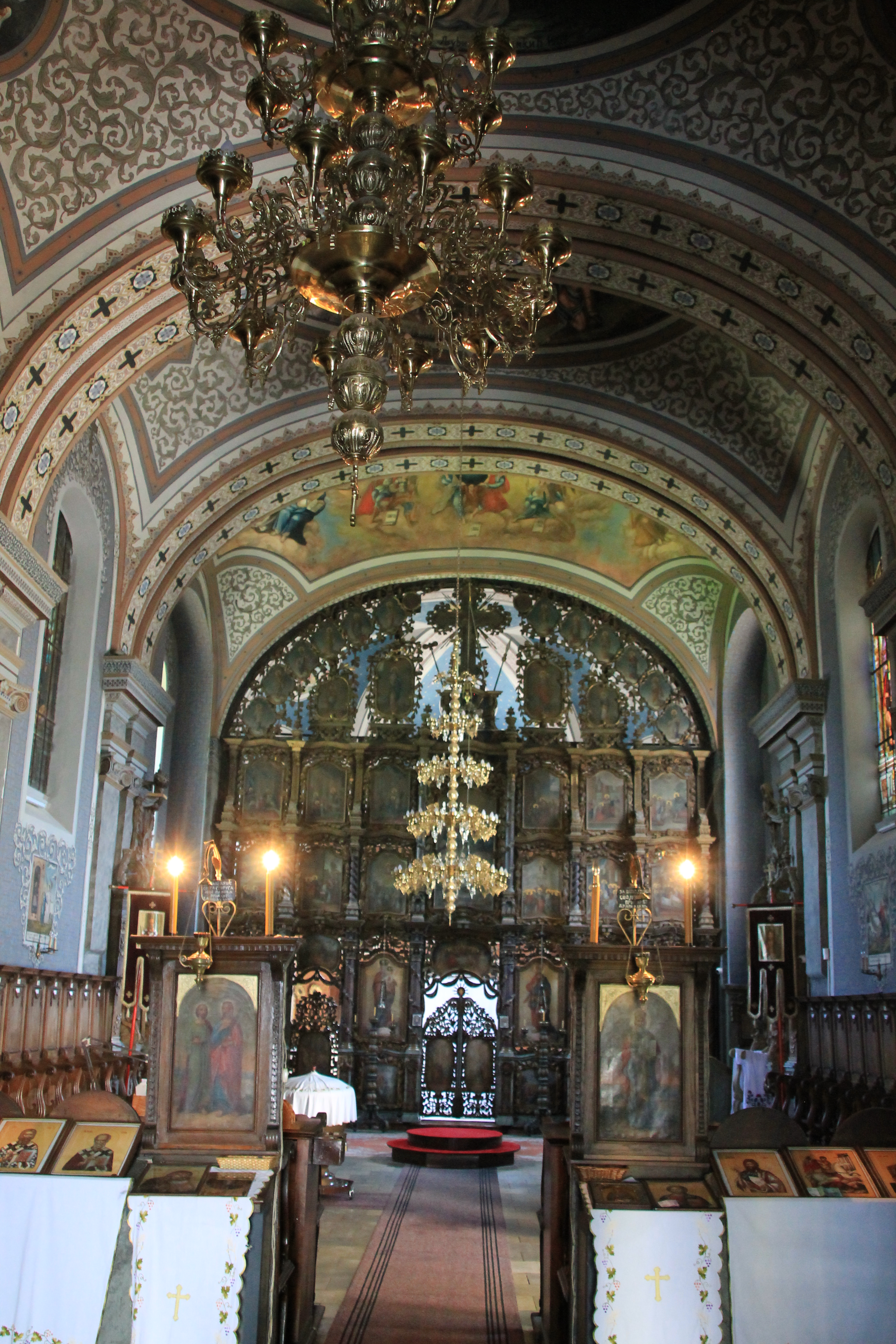
Der Innenraum der Kirche
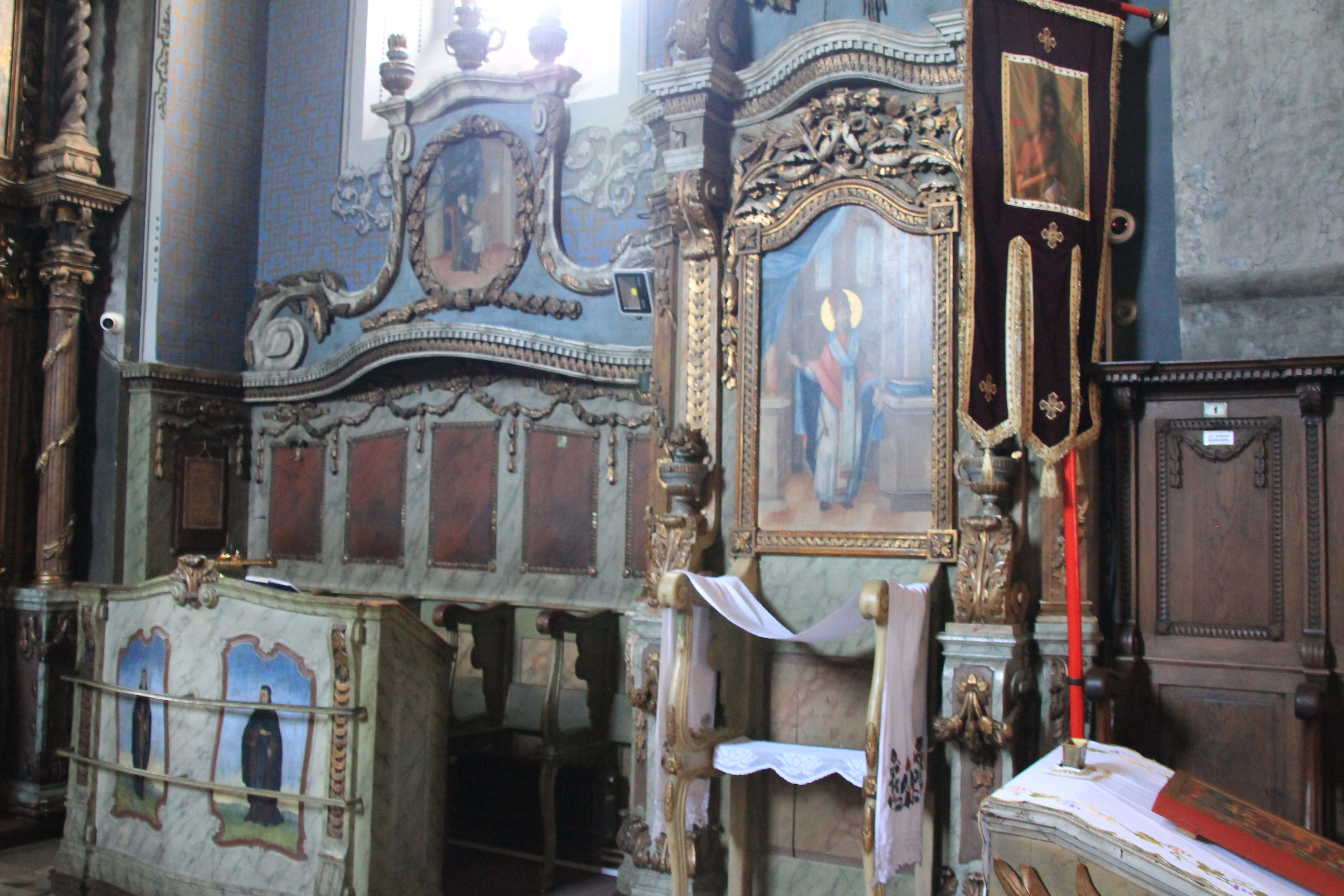
Der Bischofsthron
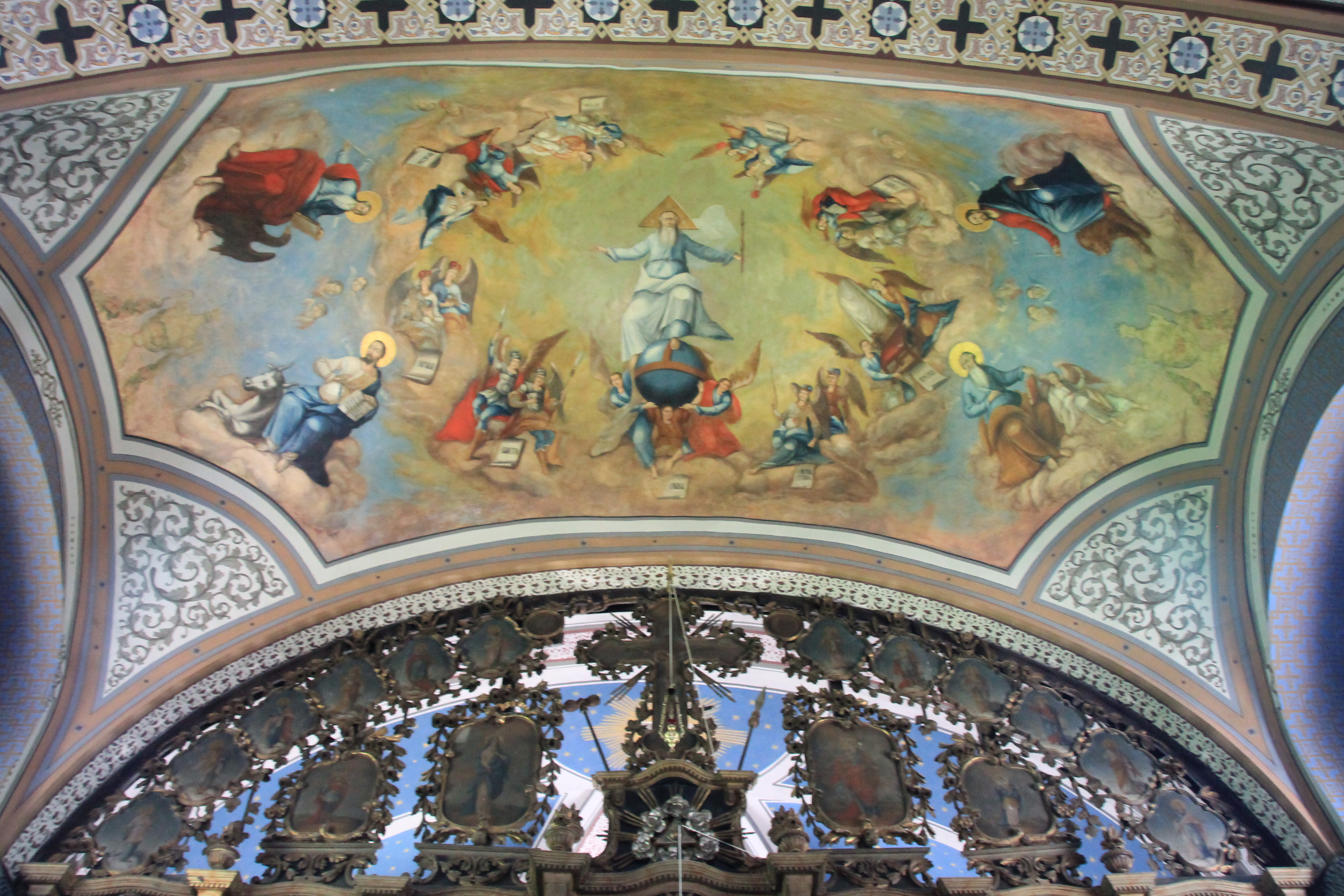
Die Wandfreske Savaot in Herrlichkeit
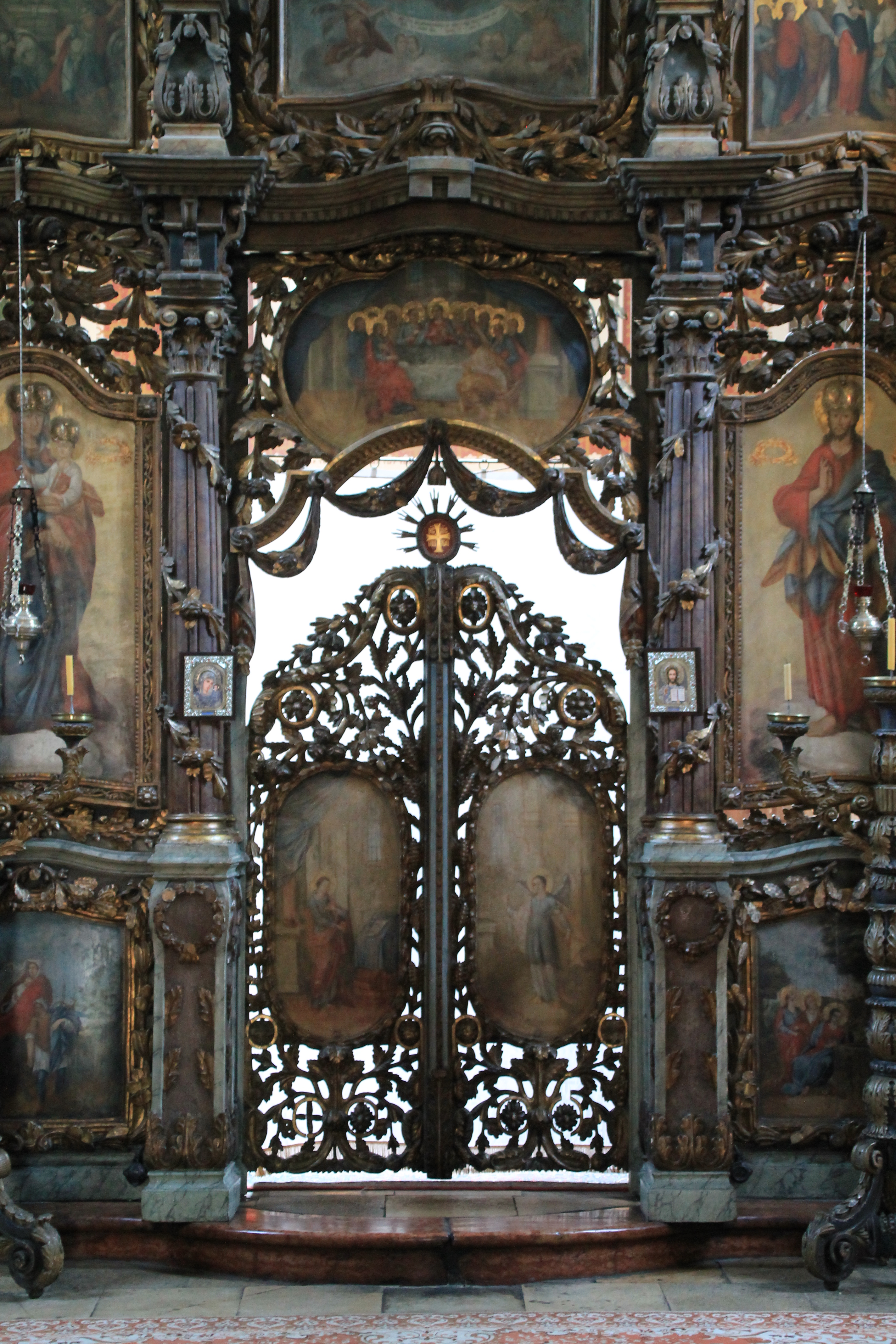
Blick auf die Zarentür der Ikonostase
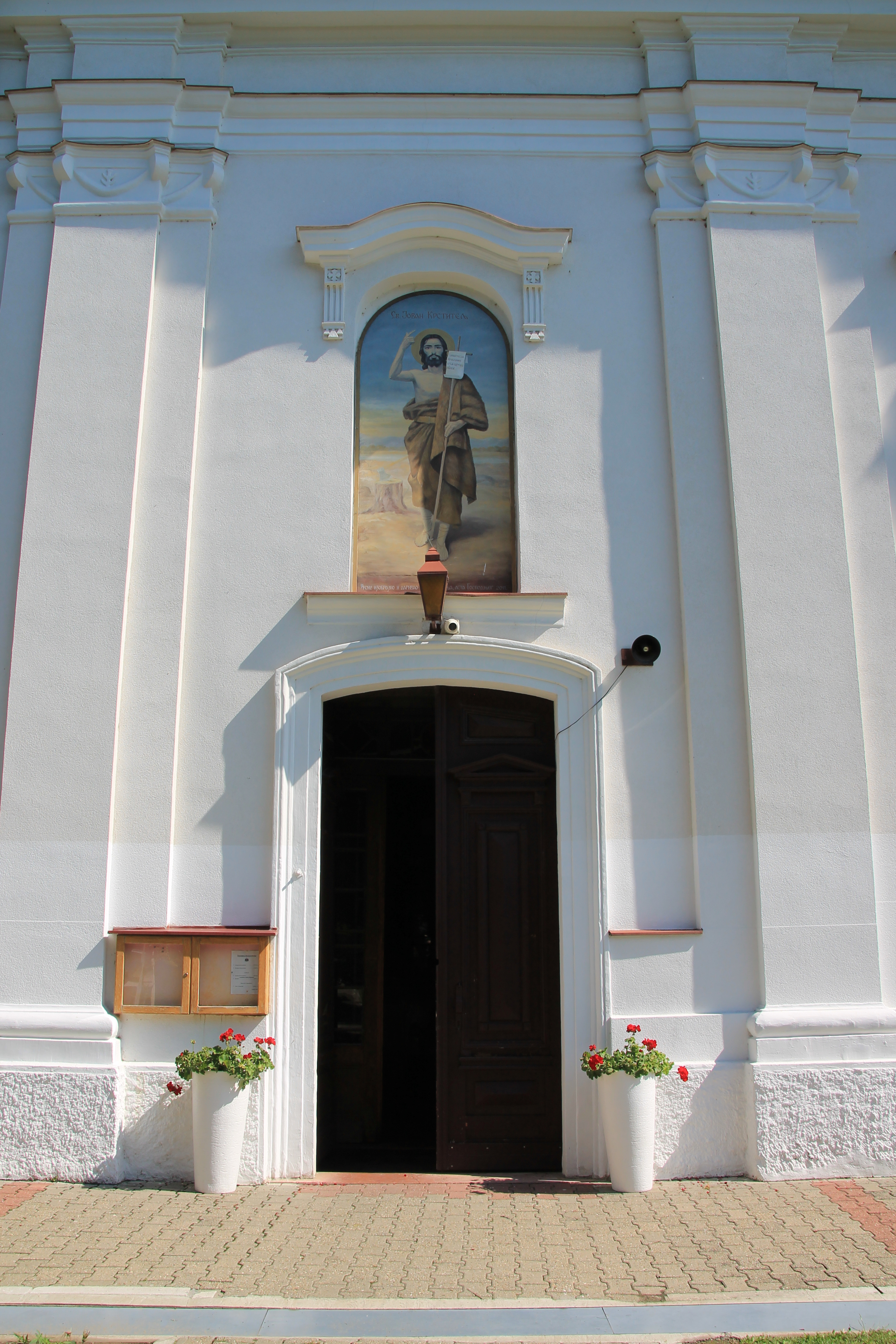
Nordeingang mit Freske des Hl. Johannes des Täufers